# Cryptus atritibialis
Cryptus atritibialis là một loài tò vò trong họ Ichneumonidae.